# Schule an der Mainstraße
Die Schule an der Mainstraße, früher Hilfsschule I, befindet sich in Bremen, Stadtteil Neustadt, Ortsteil Neustadt, Mainstraße 18. Sie wurde bis 1913 nach Plänen von Baudirektor Wilhelm Knop und Baurat Karl August Oehring, beide von der Hochbauinspektion Bremen, gebaut. Sie steht seit 2015 unter Bremer Denkmalschutz.

## Geschichte
Die städtische Entwicklung der Bremer Neustadt am linken Weserufer begann zwar nach dem Ausbau des Befestigungssystems im 17. Jahrhundert, aber erst am Ende des 19. Jahrhunderts wuchs der Stadtteil rasant und er hatte 1905 über 40.000 Einwohner. Es mussten mehrere Schulen gebaut werden.
Die zwei- und dreigeschossige, verklinkerte Hilfsschule I mit zum Teil einem Mansarddach sowie  Satteldächern mit Fledermausgauben, kräftigen Eckrundungen, einem quadratischen Turmaufsatz und einem kleinen zweigeschossigen Eingangsbau in 5/8-Format wurde 1912/13 gebaut. Die Inneneinrichtung ist gut erhalten.
Sie war eine 12-klassige Hilfsschule mit einer Turnhalle; einige Turngeräte der Erstausstattung sind erhalten geblieben. 1911 wurde die Schule an der Vegesacker Straße als Hilfsschule II in Bremen-Walle gebaut; beide Schulen kooperierten. Die Schulen waren der Beginn der besonderen Beschulung schwach begabter und entwicklungsgestörter Kinder in Bremen; damals eine zukunftsweisende reformpädagogische Einrichtung für Lern- und Sprachbehinderte.
Die Schule hatte zunächst nur vier Klassen für Jungen, aber schon bald (Ende 1913) gab es neun Klassen mit 182 Schülern. Sie nahm später die Schüler der Hilfsschule an der Ansgariistraße auf. Die Schule am Hulsberg im Zollhaus Am Hulsberg und die Schule an der Gothaer Straße waren zeitweise Filialen. Ein kleiner Teil der Schule diente als Fortbildungsschule für Schwachbefähigte, also Schüler, die aus der Hilfsschule entlassen waren und für eine Berufsausbildung vorbereitet wurden. Die Bezeichnung Hilfsschule änderte sich nach dem Zweiten Weltkrieg in Sonderschule und dann in Förderzentrum.
Heute (2018) ist die Schule an der Mainstraße noch ein Förderzentrum für die Bereiche Lernen, Sprache und Verhalten mit Kindern der Klassenstufen 9 bis 10 und dem Schwerpunkt der Berufsorientierung und Berufsvorbereitung. Schon bald soll sich das im Rahmen der aktuellen schulpolitischen Entwicklung (Inklusive Beschulung) ändern.